# Dacia (Romeinse provincie)
Dacia was sinds 106 n.Chr. een provincia van het Romeinse Rijk, nadat Trajanus het koninkrijk Dacië tijdens de Dacische Oorlogen op de Daciërs had veroverd.
De Romeinen verloren in het jaar 275 n.Chr hun greep op het gebied. 
Geschiedkundigen schatten in dat er ten tijde van de Romeinse bezetting tussen de 650.000 en de 1.200.000 mensen in het gebied woonden.
De Daciërs woonden vooral in Transsylvanië en het westen van Walachije. De verwante Geten woonden in Oost-Walachije en de Dobroedzja. De eveneens verwante Karpen, naar wie volgens sommigen de Karpaten zijn genoemd, leefden in Moldavië, dat zich niet door Rome liet onderwerpen.

Romeins Dacië

Achaea · Alexandria et Aegyptus · Africa · Alpes Cottiae · Alpes Maritimae · Alpes Poeninae · Arabia Petraea · Armenia Inferior · Asia · Britannia · Cappadocia · Cilicia · Corsica · Creta · Cyprus · Cyrenaica · Dacia · Dalmatia · Epirus · Galatia · Gallia (Aquitania · Belgica · Lugdunensis · Narbonensis) · Germania (Inferior · Superior) · Hispania (Baetica · Lusitania · Tarraconensis) · Italia · Iudaea · Lycaeonia · Lycia · Macedonia · Mauretania (Caesariensis · Tingitana) · Moesië (Inferior · Superior) · Noricum · Numidia · Pannonia (Inferior · Superior) · Pamphylia · Pisidia · Pontus et Bithynia · Raetia · Sardinia · Sicilia · Syria · Thracia

Tijdelijke bezettingen: Germania (7-9 n.Chr.) · Armenia (114-117 n.Chr.) · Assyria (116-117 n.Chr.) · Mesopotamia (115-117 n.Chr.)
- Library of Congress Control Number: n86060266